# Червоноивановка
Червоноива́новка (укр. Червоноіванівка) — село, Криничанская поселковая община, Каменской район, Днепропетровская область, Украина.
Код КОАТУУ — 1222086501. Население по переписи 2001 года составляло 858 человек.

## Географическое положение
Село Червоноивановка находится на одном из истоков реки Базавлук, ниже по течению на расстоянии в 2,5 км расположено село Коробчино. На расстоянии в 0,5 км расположено село Каменьчаны.

## История
- Впервые село Червоноивановка упоминается в исторических документах, датируемых 1830 годом.

## Экономика
- «Ника», ЗАО.

## Объекты социальной сферы
- Школа I—II ст.
- Школа-интернат.
- Детский сад.
- Клуб.
- Фельдшерско-акушерский пункт.
- Музей села Червоноивановка.

## Достопримечательности
- Братская могила советских воинов.